# Top Model of the World
Top Model of the World este un concurs de frumusețe internațional, unde o comisie apreciează diferite calități a concurentei după care acordă după anumite criterii punctajul corespunzător. La acest concurs pot participa numai cele mai apreciate și mai talentate fotomodele. Concurs a avut loc pentru prima oară în anul 1993 în Miami, fiind organizat de Globana Group. Acest titlu este în concurență cu Supermodel of the World care există din anul 1980 fiind întemeiat de  Eileen Ford și la care participă peste 50 de țări. 